# Semih Sancar
Semih Sancar (* 1911 in Erzurum, Provinz Erzurum; † 8. Dezember 1984 in Istanbul) war ein türkischer General, der zuletzt von 1973 bis 1978 Chef des Generalstabes (Genelkurmay Başkanı) der türkischen Streitkräfte (Türk Silahlı Kuvvetleri) war.

## Leben
Nach dem Besuch der Kuleli-Kadettenanstalt absolvierte Sancar zwischen 1930 und 1932 die Militärschule (Harp Okulu), die er als Offizieranwärter der Artillerie verließ. Nachdem er anschließend die Artillerieschule absolviert hatte, fand er zwischen 1934 und 1939 als Offizier in verschiedenen Einheiten der Artillerie Verwendung. 1939 trat er als Absolvent in die Militärakademie (Harp Akademisi) ein und schloss diese 1942 ab. Im Anschluss war er bis 1960 als Offizier und Stabsoffizier in verschiedenen Militäreinheiten tätig.
Nach seiner Beförderung zum Brigadegeneral wurde Sancar 1960 Oberbefehlshaber der 4. Division und war danach Leiter der Personalabteilung sowie schließlich Leiter der Operationsabteilung im Generalstab der Türkei.
1963 erfolgte seine Beförderung zum Generalmajor sowie seine Ernennung zum kommissarischen Kommandanten der Militärakademie. Kurz darauf war er kommissarischer Kommandierender General des V. Korps sowie zuletzt Leiter der Operationsabteilung der Landstreitkräfte (Türk Kara Kuvvetleri).
Bereits 1964 wurde Sancar zum Generalleutnant befördert und war zunächst Kommandierender General des Ausbildungskorps der Landstreitkräfte sowie danach Kommandierender General des 9. Korps in Yakutiye.
Nach seiner Beförderung zum General wurde er am 29. August 1969 als Nachfolger von General Kemal Atalay Chef der Generalkommandantur der Gendarmerie (Jandarma) und bekleidete diese Funktion ein Jahr lang bis zu seiner Ablösung durch General Kemalettin Eken am 28. August 1970. Er selbst wurde daraufhin Oberbefehlshaber der 2. Armee, ehe er am 28. August 1972 erstmals Oberkommandierender der Landstreitkräfte wurde.
Am 6. März 1973 erfolgte seine Ernennung zum Chef des Generalstabes der türkischen Streitkräfte und somit zum Nachfolger von General Faruk Gürler. Das Amt des Generalstabschefs behielt er fünf Jahre lang bis zu seiner Ablösung durch General Kenan Evren, den bisherigen Oberkommandierenden der Landstreitkräfte, am 7. März 1978. Das Amt des Oberkommandierenden der Landstreitkräfte übte General Sancar kommissarisch daneben vom 1. Juni bis zum 18. Juli 1977 erneut aus.
Nach seinem Tode wurde er auf dem Cebeci-Friedhof beigesetzt.